# Projeto Gutenberg
O Projeto Gutenberg (AO 1945: Projecto Gutenberg) (PG) é um esforço voluntário para digitalizar, arquivar e distribuir obras culturais através da digitalização de livros. Fundado em 1971, é a mais antiga biblioteca digital. A maioria dos itens no seu acervo são textos completos de livros em domínio público. O projeto tenta torná-los tão livres quanto possível, em formatos duradouros e abertos, que possam ser usados em praticamente quaisquer computadores.

## História
O Projecto Gutenberg foi iniciado por Michael Hart em 1971. Hart, um estudante na Universidade de Illinois, obteve acesso a um supercomputador Xerox Sigma V no Laboratório de Pesquisa de Materiais da universidade. Através de uns operadores simpáticos, recebeu uma conta com uma quantidade de tempo de computação virtualmente ilimitada; o seu valor na altura tem sido calculado variavelmente entre os 100.000 ou 100.000.000 dólares.
 Hart disse que queria "retribuir" esta oferta fazendo algo que pudesse ser considerado de grande valor.
Este computador em particular era um de 15 nodos na rede de computadores que se tornaria a Internet. Hart acreditava que um dia os computadores estariam acessíveis ao público em geral e decidiu disponibilizar obras de literatura em formato electrónico de graça. Usou uma cópia da Declaração de Independência dos Estados Unidos que tinha na sua mochila e este foi o primeiro texto-e do Project Gutenberg. Deu o nome ao projeto em honra de Johannes Gutenberg, o impressor alemão do século XV que impulsionou a revolução da prensa móvel.
Em meados dos anos 1990, Hart geria o Projecto Gutenberg a partir do Colégio Beneditino de Illinois. Juntaram-se ao esforço mais voluntários. A maioria do texto era introduzido manualmente até que os digitalizadores de imagens e os programas de reconhecimento óptico de caracteres foram melhorando e se tornaram mais largamente acessíveis, o que tornou a digitalização de livros mais factível.
Hart chegou mais tarde a um acordo com a Universidade Carnegie Mellon, que concordou em administrar as finanças do Projeto Gutenberg. À medida que o volume de textos eletrónicos aumentava, os voluntários começaram a tomar conta das operações diárias que Hart vinha executando.
Em 2000 foi regist(r)ada no Mississippi uma organização sem fins lucrativos, a Project Gutenberg Literary Archive Foundation, Inc., para  gerir as necessidades legais do projeto. As doações que lhe são feitas são dedutíveis nos impostos. O voluntário de longa data do Projecto Gutenberg, Gregory Newby, tornou-se o primeiro presidente executivo da fundação. Também em 2000, Charles Franks fundou o Distributed Proofreaders (DP), que permitiu que a revisão dos textos digitalizados fosse feita de uma forma distribuída, entre vários voluntários pela Internet. Esse esforço aumentou enormemente  o número e a variedade de textos que são adicionados ao Projecto Gutenberg, bem como tornou mais fácil para os novos voluntários começarem a contribuir. Em 2006, os mais de 9.600 livros produzidos pelo DP compreendiam mais de 45% dos mais de 20.000 livros do Projeto Gutenberg.
Pietro Di Miceli, um voluntário Italiano, desenvolveu e administrou o primeiro sítio do Projeto Gutenberg e iniciou o desenvolvimento do primeiro Catálogo em Linha do Projeto. Nos seus dez anos nesse papel (1994–2004), as páginas do Projeto ganharam um grande número de prémios, sendo muitas vezes recomendadas em listas dos "melhores da Rede" e contribuindo para a popularidade do Projeto.
Com início em 2004, um catálogo em linha melhorado tornou os conteúdos do Projeto mais fáceis de navegar, aceder e ligar.
O Projeto Gutenberg é agora hospedado pelo ibiblio na Universidade da Carolina do Norte em Chapel Hill.

## Alvo do acervo

Em 2006, o Projeto Gutenberg afirmava ter mais de 20.000 itens no seu acervo, com uma média de mais de 50 novos livros-e adicionados semanalmente.  Em 2021 esse acervo cresceu até mas de 60.000 itens.
Estes são sobretudo obras da literatura da tradição cultural ocidental. Para além de literatura tal como romances, poesia, contos e teatro, o Projeto Gutenberg também tem livros de culinária, obra de referência e partes de periódicos. O acervo do Project Gutenberg também tem alguns itens não-textuais tais como ficheiros/arquivos de áudio e partituras musicais.
A maioria dos lançamentos são em inglês, mas existem também números significativos em outras línguas. Em Agosto de 2006, as línguas que não o inglês mais representadas eram (por ordem): francês, alemão, finlandês, neerlandês, espanhol e português.
Sempre que possível, os lançamentos do Gutenberg estão disponíveis em texto puro, sobretudo utilizando a codificação de caracteres ASCII mas frequentemente estendida para ISO-8859-1. Também podem ser lançados outros formatos quando enviados pelos voluntários, sendo o mais comum o HTML. Os formatos que não são facilmente editáveis, como o PDF, não são normalmente considerados conformes aos objetivos do Projeto Gutenberg, embora alguns tenham sido acrescentados ao acervo. Há anos que existem discussões sobre a utilização de algum tipo de XML embora os progressos quanto a esse assunto tenham sido lentos.

## Ideais
Michael Hart disse em 2004, "A missão do Projeto Gutenberg é simples: 'Encorajar a criação e distribuição de livros eletrónicos.'" 
Um lema do projeto é "quebrar as barras da ignorância e da iliteracia" visto que os seus voluntários tencionam continuar a propagar a literacia do público e o apreço pelo património literário, tal como as bibliotecas públicas começaram a fazer nos finais do século XIX.
O Projeto Gutenberg é propositadamente descentralizado. Por exemplo, não existe nenhuma política de seleção que dite quais os textos que devem ser adicionados. Em vez disso, os voluntários trabalham individualmente naquilo em que estão interessados ou que têm disponível. O acervo do Projeto Gutenberg destina-se a conservar os itens a longo prazo de forma a que não se possam perder por um qualquer acidente localizado. Num esforço para assegurar isso, toda a coleção é salvaguardada regularmente e espelhada em servidores em vários locais diferentes.

## Questões de direitos autorais
O Project Gutenberg é muito cauteloso a verificar o estado dos seus livros eletrónicos de acordo com o Direito Autoral dos Estados Unidos da América. Os materiais apenas são acrescentados ao arquivo do Projeto Gutenberg depois de receber uma clarificação de direitos autorais, e os regist(r)os dessas clarificações são guardados para referência futura.
Ao contrário de alguns outros projetos de bibliotecas digitais, o Projeto Gutenberg não invoca novos direitos autorais sobre os títulos que publica. Em vez disso, encoraja a sua reprodução e distribuição livres.
A maioria dos livros no acervo do Projeto Gutenberg é distribuída em domínio público sob as leis de direitos autorais dos Estados Unidos. A licença incluída em cada livro eletrónico coloca algumas restrições  ao que pode ser feito como os textos (tal como distribuí-los de uma forma modificada ou para fins comerciais) desde que a marca registada "Project Gutenberg" seja utilizada. Se o cabeçalho for removido e a marca regist(r)ada não for utilizada, então os textos em domínio público podem ser  reutilizados sem quaisquer restrições.
Também existem alguns poucos textos protegidos por direitos autorais que o Projeto Gutenberg distribui com uma autorização. Esses estão sujeitos a mais restrições, especificadas pelo detentor dos direitos autorais.
Em 1998, a Sonny Bono Copyright Term Extension Act estendeu a duração dos direitos autorais já existentes por mais 20 anos. Isto impediu o Projecto Gutenberg de acrescentar muitos títulos que, de outro modo, estariam em domínio público nos Estados Unidos.

Há também alguns textos protegidos por direitos autorais, como as do escritor ficção científica Cory Doctorow, que o Projeto Gutenberg distribui com permissão. Estas obras estão sujeitas a outras restrições, conforme especificada pelo detentor dos direitos autorais, embora eles geralmente tendem a usar uma licença Creative Commons.

## Críticas
O Projecto Gutenberg tem sido criticado pela falta de rigor escolástico nos seus textos eletrónicos: por exemplo, nos detalhes inadequados quanto às edições usadas e na omissão de prefácios originalmente publicados e dispositivos críticos. Uma melhoria de marca na preservação desse tipo de texto pode ser encontrada comparando os primeiros textos com os mais recentes; a maior parte dos novos textos eletrónicos preserva a informação da edição e os prefácios. As edições também não são as mais recentes edições escolares, uma vez que estas edições mais tardias não estão normalmente no domínio público.
O Project Gutenberg exige que todos os seus textos eletrónicos incluam uma versão em texto puro em ASCII sempre que isso seja factível, acreditando que esse é o formato mais provavelmente legível num futuro alargado. (Não exigem uma versão em texto puro em ASCII para matemática ou línguas que sejam difíceis de representar em ASCII.) O Projeto Gutenberg também inclui uma variedade de formatos normalmente abertos juntamente com os ASCII e gerados a partir desses. Alguns membros e utilizadores do projeto têm pedido formatos mais avançados, acreditando que esses são mais fáceis de ler. Por definição, o texto em ASCII não pode conter alguma informação, como negrito, itálico, superescrito e alguns caracteres não existentes na língua inglesa.

## Projetos afiliados
Todos os projetos afiliados são organizações independentes que partilham os mesmos ideais e foi-lhes dada permissão para utilizarem a marca registada Project Gutenberg. Têm normalmente um enfoque nacional ou linguístico especial.
- Projeto Runeberg (Projekt Runeberg) [6], fundado em 1992, foi o primeiro projeto a solicitar ao PG o uso de um nome semelhante. Dedica-se à literatura nórdica ou sobre os países nórdicos.
- Project Gutenberg Australia aloja muitos textos que estão no domínio público de acordo com o Direito Autoral Australiano, mas ainda protegidos por direitos autorais (ou em estado incerto) nos Estados Unidos, com enfoque nos escritores australianos e livros sobre a Austrália.
- Project Gutenberg of the Philippines  "pretende disponibilizar tantos livros quanto possível para tantas pessoas quanto possível, com enfoque especial nas Filipinas e nas línguas do arquipélago filipino.
- Project Gutenberg Europe  é um projeto gerido pelo Project Rastko na Sérvia e Montenegro. Pretende ser um  Project Gutenberg para toda a Europa e começou a publicar os seus primeiros projetos em 2005. Corre o programa Distributed Proofreaders para produzir textos eletrónicos de forma colectiva.
- Project Gutenberg Luxembourg  publica sobretudo, mas não exclusivamente, livros que estão escritos em luxemburguês e alemão.
- Project Gutenberg Consortia Center  é um afiliado que se especializa na coleção de acervos. Estas não têm a supervisão editorial ou a consistência de formatação do Projeto Gutenberg principal. Estão representadas coleções temáticas bem como inúmeras línguas.
- Projekti Lönnrot  é um projecto iniciado por voluntários do Projeto Gutenberg Finlandês. Contém apenas livros em finlandês.
- PG-EU é um projeto-irmão que opera sob os direitos autorais da União Europeia. Um dos seus objetivos é incluir tantas línguas quanto possível no Projeto Gutenberg. Funciona em Unicode para assegurar que todos os alfabetos possam ser representados fácil e corretamente. Em Fevereiro de 2008 não continha nenhum livro.

Apesar de ter sido dada autorização para utilizar o nome Gutenberg ao Projekt Gutenberg-DE há alguns anos, nem todos o consideram um projecto afiliado devido às suas diferenças filosóficas. O Projekt Gutenberg-DE invoca direitos autorais nos seus produtos e limita o acesso a versões dos seus textos navegáveis pela Internet.
Para uma lista de outros projectos semelhantes, alguns dos quais se inspiraram no Projeto Gutenberg, veja uma lista de bibliotecas digitais.

## Língua portuguesa no Projecto Gutenberg
O primeiro livro em Português publicado pelo Projeto Gutenberg foi o  Lendas do Sul (1913) do autor brasileiro João Simões Lopes Neto, em 2001. Seguiram-se Os Lusíadas do português Luís Vaz de Camões.
Em Janeiro de 2007, o sítio do Projeto Gutenberg passou a estar totalmente disponível em português, sendo esta a primeira língua a traduzi-lo. Naquela altura, estavam disponíveis 70 obras em língua portuguesa.